# Hexachord
Onder hexachord wordt in de muziektheorie een groep van zes opeenvolgende tonen verstaan. Het woord is afkomstig uit het oudgrieks en betekent: zes snaren.
Hexachorden vormen de basis van de muziektheorie van Guido van Arezzo (991 - 1050) die met ons huidige muziekstelsel maar in de verte verwant is.

## Guido's stelsel
Hij voerde een hexachord in, dat wil zeggen een reeks van zes tonen met nieuwe namen:
ut--re--mi-fa--sol--la
De namen zijn geen toeval. Er was een bekende hymne Ut quaeant laxis waarvan iedere regel een toon hoger begon. De namen zijn de beginlettergrepen van deze regels die veel zangers wel kenden in Guido's tijd. In deze reeks van zes tonen is alleen de middelste stap mi-fa een kleine secunde. De andere stappen zijn groot. Hierin schuilt een belangrijk verschil met het moderne begrip toonladder. In een toonladder zijn er in de regel namelijk twee kleine secundes en de afstand daartussen kan variëren, afhankelijk van het soort toonladder, vooral omdat men in Guido's tijd in een aantal verschillende modi zong. De hexachordenleer omzeilde deze complicatie.
Om melodieën te kunnen noteren die een grotere omvang hadden dan zes tonen knoopte Guido aanvankelijk drie hexachorden aan elkaar door ze een kwint te verschuiven:
```
F   G   A   B   C   D   E   F   G   A   B   C   D   E   F   G
ut  re  mi  fa  sol la
                ut  re  mi  fa  sol la
                                ut  re  mi  fa  sol la
```

Het hexachord op F werd hexachordum molle (zacht), dat op C hexachordum naturale en dat op G hexachordum durum (hard) genoemd.
Wanneer een melodie de grenzen van een hexachord overschreed schakelde men snel over op het andere. Men zong dezelfde C bijvoorbeeld eerst met de naam sol (van het zachte hexachord) en daarna als ut (van het naturale). Dit omschakelen werd muteren genoemd.
Later breidde Guido het stelsel uit naar zeven hexachorden door de drie hexachorden een octaaf naar boven of beneden te verplaatsen. De getallen drie en zeven waren in zijn tijd erg belangrijk om religieuze redenen. De wens naar betere notatie had veel te maken met de wens van de kerk om de kerkmuziek in het hele christendom uniform te maken. Een nieuwe theorie daartoe was echter alleen wenselijk als aannemelijk gemaakt kon worden dat God het zo gewild had. Het feit dat er zeven hexachorden waren liet dat zien, omdat zeven net als drie een heilig getal is.
Al spoedig merkte men op dat er een interessant verschil was tussen de B van een hard en die van een zacht hexachord:
```
F   G   A   B   C   D   E   F
ut  re  mi  fa  sol la
    ut  re  mi  fa  sol la
```

De twee B's zijn niet gelijk: de B-fa van het molle is in werkelijkheid een halve stap lager dan de B-mi van het durum:
```
F   G   A   b B   C   D   E   F
ut  re  mi  fa    sol la
    ut  re    mi  fa  sol la
```

Om dit verschil aan te geven werd B-fa als ronde b geschreven. Dit is later de mol geworden (♭). De B-mi werd vierkant geschreven (in Duitsland later vaak als H misverstaan). Later kreeg het teken een extra streep. Het huidige herstellingsteken stamt ervan af, maar ook het kruis.

## Musica ficta
Na 1300 begon men ook hexachorden in te voeren die op andere letters dan F, C of G begonnen. Men noemde deze nieuwe hexachorden fictief. Vanuit de kerk werd er bezwaar tegen gemaakt, omdat het natuurlijk niet zo kon zijn dat God dit soort nieuwlichterij gewild had. Immers, meer dan zeven hexachorden betekende dat het getal zeven niet langer een heilig getal was. Kort na 1300 werd de Paus echter gedwongen in Avignon te resideren en verloor hij een groot deel van de macht aan de Franse koning, en zo kon de nieuwlichterij van de Ars Nova zich toch doorzetten.
Om aan te geven dat een stem zich ging bewegen in een nieuw hexachord zette men een ronde of een vierkante b op de lijn van wat de fa of de mi van het nieuwe hexachord werd.
Bijvoorbeeld: voor een nieuw fictief hexachord dat begon op D, zette men een vierkante B op de F-lijn om aan te geven dat F nu als mi gezien moest worden:
```
F   G   A   B   C   D   E   F   G   A   B   C   D   E   F   G
                ut  re  mi  fa  sol la                naturale
                    ut  re  mi  fa  sol la            fictief
                            H
```

In hedendaagse termen zouden we dit als een voorteken lezen dat van de F een Fis maakt. In de polyfone muziek van de latere veertiende eeuw muteerden de verschillende stemmen lustig naar allerlei fictieve hexachorden. Het Pauselijk hof van Avignon werd zelfs een belangrijk centrum van de 'avant garde' componisten van de Ars Subtilior die hiermee experimenteerden. De stemmen konden zelfs onafhankelijk van elkaar naar andere hexachorden overgaan, waardoor sommige stukken (een goed voorbeeld is Fumeux fume van Solage) wel wat weg hebben van de atonale muziek van de twintigste eeuw.
In de eeuw daarna begon men grotere aandacht te krijgen voor de verticale opbouw van de muziek, en langzamerhand ontstond een nieuw toonsysteem dat gebaseerd was op akkoorden en toonladders.